# Carl von Clausewitz
Carl von Clausewitz (alemany: Carl Philipp Gottlieb von Clausewitz)  (Burg, 1 de juny de 1780 - Breslau, 16 de novembre de 1831)
fou un general de divisió prussià, reformador de l'exèrcit, científic militar i ètic.
Clausewitz es va fer conegut per la seva obra principal inacabada, Vom Kriege, (en català De la guerra) que tracta de la teoria de la guerra. Les seves teories sobre estratègia, tàctica i filosofia van tenir una gran influència en el desenvolupament de la guerra a tots els països occidentals i encara s'ensenyen a les acadèmies militars fins als nostres dies. També s'utilitzen en la gestió empresarial i el màrqueting.
Clausewitz va morir sense completar Vom Kriege, però malgrat això, les seves idees han tingut una gran influència en la teoria militar i, específicament, han tingut una forta influència en el pensament militar alemany. Els generals prussians i alemanys posteriors, com Helmuth von Moltke, van ser clarament influenciats per Clausewitz: la declaració àmpliament citada de Moltke, segons la qual "cap pla de campanya sobreviu al primer contacte amb l'enemic" és un reflex clàssic de la insistència de Clausewitz en el paper de l'atzar, la fricció, la "boira", la incertesa i la interactivitat en la guerra.:20–21

## Biografia

### Origen
Clausewitz era fill del recaptador d'impostos Friedrich Gabriel Clauswitz (1740-1802) i de la seva esposa Friederike Dorothea Charlotte, nata Schmidt (1746-1811)Segons les seves pròpies declaracions, la seva família provenia d'una família noble de l'Alta Silèsia. Tot i que el pare havia estat destituït de l'exèrcit a causa dels seus orígens no aristocràtics, i la seva petició de reincorporació havia estat rebutjada per Frederic el Gran, tant Carl com dos dels seus germans van ser acceptats en un regiment purament aristocràtic de l'exèrcit prussià. Mentrestant, Frederic el Gran havia mort, però quedaven dubtes sobre la noble ascendència de Clausewitz, una situació que li semblava molt incòmoda. El títol de noblesa fou reconegut oficialment per a ell i per a tres dels seus germans només el 1827; mentrestant Carl ja era general de divisió i s'havia casat amb una dama de la família d'un comte.
Els germans grans de Carl eren el tinent general prussià Friedrich Volmar Karl Heinrich von Clausewitz (1771–1854) i el major general Wilhelm Benedikt von Clausewitz (1773–1849).
Fins als 12 anys, Clausewitz rebé només una educació molt limitada en una escola llatina local. A causa de les bones relacions del pare, que havia servit d'oficial a la Guerra dels Set Anys, el fill va poder unir-se al regiment d'infanteria „Prinz Ferdinand“ com a "von Clausewitz" a principis d'estiu de 1792, on es va convertir en Fähnrich (un grau equivalent a alferes).

### Primers anys de servei

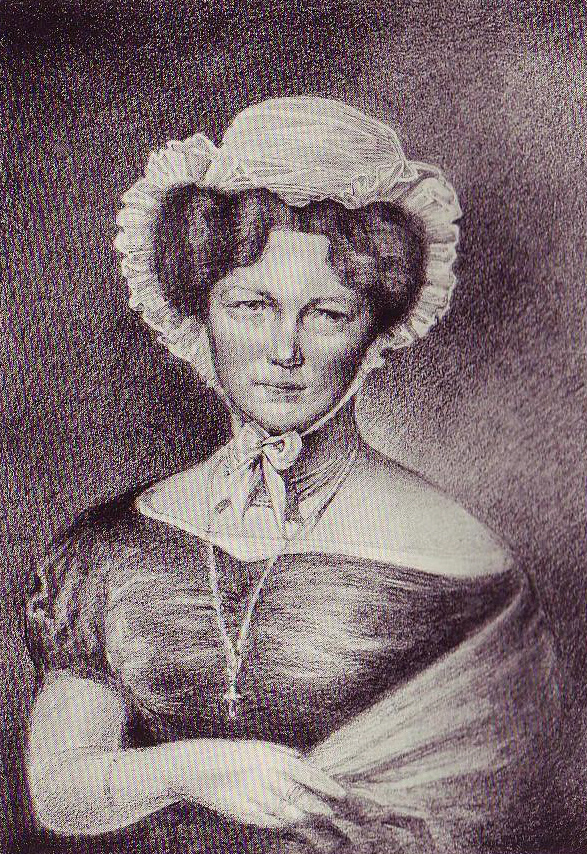
L'esposa de Carl, Marie von Clausewitz (1779–1836), segons una litografia de l'època

El 1793 el regiment va entrar a la Guerra de la Primera Coalició, on Clausewitz va tenir la seva primera experiència bèl·lica als 13 anys a les trinxeres durant el setge de Mainz. Després va venir la llarga campanya al Rin fins que la pau de Basilea va acabar la guerra per a Prússia. El regiment va ser transferit de nou a la seva guarnició de Neuruppin. Del 1796 al 1801, Clausewitz hi va trobar temps per dedicar-se als seus estudis. Va llegir literatura contemporània sobre la revolució francesa, la guerra i la política, però també va assistir a classes sobre lògica i ètica.
Gràcies a les millors cartes de recomanació, a l'octubre de 1801 ja pertanyia a la primera classe de l'Escola General de Guerra de Berlín, recentment fundada per Gerhard von Scharnhorst. Aquí fou significativament influït pel pensament de Scharnhorst, que ja havia entès les connexions entre la política i la guerra. També es va familiaritzar amb els escrits d'Immanuel Kant a l'escola. Com a membre de la Militärische Gesellschaft, un fòrum de discussió per a alts oficials prussians, va entrar en contacte amb els temes més candents per als militars de l'època, i un manuscrit inèdit (ara conegut com a Strategie von 1804) testimonia que ja pensava en la constitució d’escrits militars en aquell moment. El 1804 Clausewitz es va graduar com a número 1 de la seva promoció i després va treballar com a adjutant del príncep August de Prússia. Això li va donar accés a la cort i a l'alta societaqt, on també va conèixer la seva futura esposa Marie von Brühl. L’any següent va aparèixer a la revista Neue Bellona un article anònim adreçat contra l’obra de l'escriptor militar Dietrich Adam Heinrich von Bülow, que es considera la primera publicació de Clausewitz.

### Participació a les guerres napoleòniques
El 1806 Clausewitz va anar a la Guerra de la Quarta Coalició com a stabskapitän i adjutant. Després de la derrota prussiana a les batalles de Jena i Auerstedt el 14 d'octubre de 1806, es va rendir juntament amb el batalló del ferit August de Prússia, que cobria la retirada, només després de nous combats i una persecució el 28 d'octubre de 1806 a Uckersümpfen, Prenzlau, de la divisió Beaumont i, per tant, del mariscal Murat.Va ser portat a Berlín i presentat juntament amb el príncep August a Napoleó I, que residia al palau. En la curta i condescendent conversa, Napoleó va afirmar que sempre havia volgut la pau i que no entenia per què Prússia li havia declarat la guerra; Més tard, Clausewitz va traduir aquesta afirmació en un expressió enginyosa particularment valorada per Lenin: "El conqueridor sempre és amant de la pau, li agradaria molt traslladar-se tranquil·lament al nostre estat".
Clausewitz va passar un any com a presoner de guerra dels francesos el 1807, primer a Nancy, després a Soissons i París. Aquí va analitzar la derrota de l'exèrcit prussià en les seves cartes històriques sobre els grans esdeveniments bèl·lics de l'octubre de 1806. Després del seu retorn, Scharnhorst el va portar al seu equip personal el 1809. A partir de llavors va treballar com un dels reformadors més importants en la reorganització de l'exèrcit.
El 1810 va ser ascendit a major i va exercir com a cap de l'oficina de Scharnhorst i com a professor de tàctiques i servei de l'estat major. A més, com a professor particular, també va ensenyar als prínceps prussians (incloent-hi el príncep hereu i posteriorment el kàiser alemany Guillem I).
Atès que no era moralment possible per a Clausewitz el fet de donar suport a Napoleó en la seva guerra contra Rússia el 1812, va deixar l'exèrcit i va començar a treballar per als russos. Va deixar un memoràndum patriòtic al seu amic August Neidhardt von Gneisenau, que només va ser descobert als anys 30 i publicat amb el títol Bekenntnisschrift von 1812. Va participar en totes les batalles importants i va jugar un important paper de mediador a la convenció de Tauroggen. El rei prussià Frederic Guillem III després va refusar d'acceptar de nou el "desertor" al servei prussià. Clausewitz va participar en les Guerres d'Alliberament com a cap d'estat major d'un cos rus fins que se li va permetre tornar a Prússia com a coronel l'abril de 1814. Pel seu servei a la batalla de Borodinó el 1812, se li va concedir l'Espasa Daurada per la valentia el 1819.
El 1815 va tornar a participar com a cap d'estat major d'un cos prussià en la campanya contra Napoleó, que va culminar amb la batalla de Waterloo.

### Servei durant el període de la Restauració
En els tres anys següents, Clausewitz va exercir com a cap d'estat major poer a August Neidhardt von Gneisenau a Koblenz. Atès que tots els reformadors liberals eren indesitjables durant la Restauració, van ser transferits a llocs menys influents. Clausewitz va ser nomenat director de l'Escola General de Guerra de Berlín el 1818, però no se li va donar permís per ensenyar-hi. Al setembre també va ser ascendit a general de divisió. Als 38 anys era el general més jove de l'exèrcit prussià. Aquest càrrec no el satifeia, però totes les sol·licituds de trasllat van ser rebutjades, tot i que a partir del 1821 fou almenys admès a l’Estat Major.
Cap al 1823/24 es va crear una altra obra amb Nachrichten über Preußen in seiner größten Katastropheen què tractava de nou els esdeveniments de 1806. En general, el càrrec a l'escola de guerra li donava molt de temps per fer la seva pròpia feina. La seva obra principal, Vom Kriege, va ser escrita entre 1816 i 1830 i va ser publicada per primera vegada per la seva vídua entre 1832–34. El 1827 Clausewitz i els seus germans van ser oficialment ennoblits pel rei prussià. Això no era més que una confirmació de la noblesa familiar, que la família encara no havia pogut demostrar clarament.
No va ser fins al 1830 que va ser traslladat, primer a la primera inspecció d'artilleria de Breslau. Però el juliol d’aquell any va esclatar la insurrecció polonesa i Clausewitz va ser nomenat cap de gabinet del cos d’observació prussià dirigit per Gneisenau. Les tropes russes van portar el còlera a Polònia, que aviat es va estendre per Europa. Gneisenau també en va morir i Clausewitz va assumir el comandament de les tropes prussianes. Però també es va posar malalt pel còlera, va tornar a Breslau la tardor de 1831 i va morir pocs dies després el 16 de novembre de 1831 a l'edat de 51 anys. No s'ha determinat de manera concloent si la causa de la mort va ser realment el còlera.
Primer va ser enterrat a Breslau. Les seves despulles van ser reenterrades, junt amb les de la seva dona, el 1971, al cementiri est de la seva ciutat natal, Burg.
Entre 1832 i 1837 la seva vídua, Marie von Clausewitz, va publicar els escrits del general a costa seva.

## Fonaments de les teories de Clausewitz

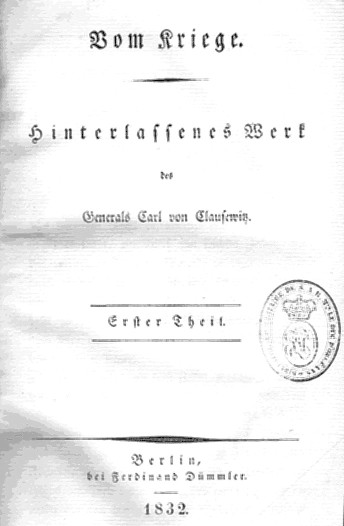
Edició original del llibre Vom Kriege del 1832

### General
Clausewitz es revoltava contra els fabricants de sistemes. Segons la seva opinió, la teoria de la guerra no es podia utilitzar com a instrucció concreta per als generals. En canvi, volia mostrar principis generals que sorgien de l'estudi de la història i del pensament lògic. Fins i tot quan tractava coses típiques, assenyalava constantment que els seus principis estaven relacionats amb la realitat. Va dir que les campanyes només es podien planificar en una mesura molt limitada, ja que influències o esdeveniments incalculables, les anomenades "friccions", tornarien irrellevant qualsevol planificació avançada massa detallada al cap de pocs dies. Segons Clausewitz, els caps militars han de ser capaços de prendre decisions sota la pressió del temps amb informació incompleta, ja que, al seu parer, "tres quartes parts d'aquestes coses sobre les quals es construeix l'acció en guerra" es troben ocultes o falsejades per una "boira de guerra".

### Definició de guerra de Clausewitz
A partir de Bekenntnisschrift von 1812 queda clar que fins a aquest moment Clausewitz s'adheria a una interpretació més existencial de la guerra. Això significa que veia la guerra com la forma més alta d’autoafirmació d’un poble. Això s'ajustava en tots els sentits a l'esperit de l'època en què la Revolució Francesa i els conflictes que en van sorgir havien conduït a la formació d'exèrcits de lleva i guerrilles. Aquests "armaments populars" i guerres populars donaven suport a la visió que la guerra és una lluita existencial.
En els anys següents, però, Clausewitz va restringir severament aquesta visió i va afirmar que la guerra servia més com a instrument.
| «                                                       | La guerra és, per tant, un acte de violència per obligar l'adversari a fer la nostra voluntat | » |
| — Clausewitz, Vom Kriege, Llibre I, capítol 1, secció 2 |                                                                                               |   |

Una de les tesis més provocatives del llibre Vom Kriege era que una guerra només comença amb la defensa dels atacats. Sense defensa, no hi hauria cap combat armat, cosa que Clausewitz considerava la base del concepte de guerra. Recomanava dissuadir un enemic potencial construint un exèrcit el més gran possible. El concepte dissuasiu de la guerra defensiva formulat aquí no era ni nou ni únic, però va esdevenir una base àmpliament proclamada per a la cursa armamentista abans de la Primera Guerra Mundial i durant la Guerra Freda.

### L'eix del propòsit, l'objectiu i els mitjans
Clausewitz va analitzar els conflictes del seu temps utilitzant un eix de propòsit, objectiu i mitjans. Segons Clausewitz, cada guerra és un acte de violència amb l'objectiu de "forçar l'enemic a fer la nostra voluntat". El "propòsit" de la guerra, és a dir, la voluntat que es vol complir, està determinat per la política. L’objectiu de la guerra és, per tant, deixar indefens l'enemic per aconseguir-ho. Aquest objectiu és el que persegueix l'estratègia, i pot consistir en diversos enfocaments, com per exemple eliminar les forces armades oposades (destrucció de l'exèrcit en una batalla, retirada de la base de subministrament, etc.), però també es pot assolir mitjançant mesures no militars (per exemple, pèrdua de la voluntat de lluitar al país enemic, per exemple, mitjançant la propaganda; aïllament polític dels bel·licistes enemics mitjançant el suport de l'oposició estrangera). Tot allò en què la ment humana descobreix una ajuda, és a dir, totes les forces morals i físiques d’un estat, serveix com a mitjà per assolir l’objectiu fixat
El significat de la citació més famosa de Clausewitz resulta d’aquest eix propòsit-objectiu-central:
| «                                                        | La guerra és una mera continuació de la política per altres mitjans. | » |
| — Clausewitz, Vom Kriege, Llibre I, capítol 1, secció 24 |                                                                      |   |

Presa per ella mateixa, la frase permet formalment d'interpretar que els militars continuaran / substituiran la política tan bon punt comenci la guerra (políticament desitjada). En aquest sentit, per exemple, l'estat major alemany la va interpretar a la Primera Guerra Mundial. La "primacia de la política", que Clausewitz sempre postulava, significa que la guerra sempre està subordinada a la política i només és una eina de la política, però no la substitueix.

### Guerra "absoluta" i "real"
L'afirmació de Clausewitz segons la qual totes les forces morals i físiques d'un estat es podrien utilitzar com a mitjà en la guerra, va suggerir la idea de la guerra total. El mateix Clausewitz va descriure les anomenades interaccions de l'escalada, que conduirien a una totalització de la guerra:
1. Qui fa un ús despietat de tots els mitjans al seu abast, ha de guanyar una preponderància sobre el seu oponent, tret que aquest faci el mateix; per tant, tots dos augmenten al màxim els seus esforços.
2. Mentre no hagis derrotat el teu oponent, corres el risc de ser derrotat tu mateix.
3. Atès que cap dels oponents pot avaluar amb precisió la determinació del seu enemic, tothom intentarà ser el més decidit possible.

El resultat d'aquest desenvolupament seria la inclusió de tots els recursos estatals, el que Clausewitz anomena "guerra absoluta".
És un model pensat amb la logica, que no es pot produir perquè conté suposicions poc realistes:
1. El conflicte entre ambdues parts s'ha de dur a terme completament de manera aïllada, sense interferències de tercers, però això mai no passa. (Vegeu la clàusula ceteris-paribus.)
2. El conflicte només hauria de consistir en una única decisió, és a dir, si es resoldrà mitjançant la guerra o la pau, però sempre és un procés.
3. Les possibles conseqüències i càlculs (per exemple, la perspectiva de la pau i un temps després de la guerra) no haurien de tenir cap influència en les accions de les parts; en realitat sempre s'han d’assumir.

Així doncs, confrontava el model conceptual de “guerra absoluta” (un tipus ideal) amb un model empíric de la “guerra real” (un tipus normal), que sempre ha de romandre per sota de les possibilitats d’una “guerra absoluta”.
El terme guerra total no té res a veure amb la teoria de Clausewitz, sinó que es remunta al llibre homònim de Ludendorff de 1935, en què contradiu explícitament la teoria de Clausewitz. De fet, Clausewitz mai no va utilitzar el terme guerra total: més aviat va discutir sobre guerra absoluta, un concepte que va evolucionar cap a la noció molt més abstracta de guerra ideal discutida al principi de Vom Kriege—el resultat purament lògic de les forces subjacents a un ideal pur platònic de la guerra. En el que va anomenar una fantasia lògica, la guerra no es pot fer d'una manera limitada: les regles de la competència obligaran els participants a utilitzar tots els mitjans al seu abast per aconseguir la victòria. Però, al món real, debía, aquesta lògica tan rígida és poc realista i perillosa. Com a qüestió pràctica, els objectius militars de la guerra real que donen suport als objectius polítics generalment es divideixen en dos grans tipus: objectius limitats o el "desarmament" efectiu de l'enemic" per a deixar-lo indefens políticament o impotent militarment. La derrota completa de l'enemic pot no ser necessària, desitjable o fins i tot possible.

### Definició de tàctica i estratègia
Per a Clausewitz, la base de qualsevol guerra era la capacitat de lluita de les forces armades. Per tant, la batalla tenia una importància central i per a Clausewitz la tàctica era "la lliçó de l'ús de les forces armades a la batalla". L'estratègia, d'altra banda, "és la doctrina de l'ús de batalles individuals per a les finalitats de la guerra".
L'historiador Hans Delbrück va assenyalar que Clausewitz ja feia una distinció entre "estratègia de postració" i "estratègia de fatiga". Per tant, Clausewitz no era el predicador unilateral de la batalla d'aniquilació, tal com els crítics sovint el retrataven.
La teoria de Clausewitz sobre la guerra de guerrilles també s'emmarca en el marc de la tàctica. En ella, considerava que aquesta forma de guerra era la més adequada per fer una guerra popular, cosa que encara apunta essencialment a una concepció existencial de la guerra. Tenia present l'exemple d’Espanya, que entre 1808 i 1814 va sobreviure a una guerra així contra les tropes de Napoleó. Aquesta forma de lluita, que Clausewitz va anomenar la Petita Guerra, no era gens nova, però Clausewitz té el mèrit d’haver desenvolupat una teoria tancada de la guerrilla. Això encara va ser molt important per a Mao Zedong a la guerra civil xinesa.

### Atac i defensa
Clausewitz considerava que la defensa era la forma superior de combat, ja que feia servir menys força. Per a ell, la defensa no significa esperar estàticament el cop d'un adversari, sinó una maniobra flexible. Segons la teoria de Clausewitz, aquells que defensen estratègicament poden adoptar un enfocament tàcticament ofensiu. Un exemple d’aquesta estratègia d’atac defensiu són algunes de les campanyes del general Robert E. Lee durant la Guerra Civil dels Estats Units (1861-1865).
Segons Clausewitz, el defensor hauria de romandre a la defensiva fins que es debilitessin els punts forts de l'atacant i el defensor hagués guanyat força. En aquest "punt culminant de la victòria", el defensor pot passar a l'ofensiva per acabar victoriosament la guerra. Els exemples habituals d’aquest enfocament són la campanya russa de Napoleó el 1812 (que va culminar amb la presa de Moscou) i la campanya de la Wehrmacht alemanya contra l’URSS, que va culminar a finals de l'estiu de 1942. De tota manera, és erroni suposar que el punt culminant sempre correspon al major guany de terreny. En el cas de la guerra contra la Unió Soviètica el 1941–1945, alguns historiadors consideren que s'hi va arribar després de la batalla de Smolensk. No obstant això, el guany pur en terreny només era un guany secundari per a Clausewitz.

## Recepció de les seves idees

### A nivell político-militar
Al món professional militar, l’obra de Clausewitz va rebre inicialment poca atenció. No va ser fins que el cap de l'estat major alemany Helmuth von Moltke en va parlar, que el llibre Vom Kriege va obtenir un ampli reconeixement. Moltke reduïa les teories de Clausewitz al seu càlcul estratègic, tot dient que la política només determinava el començament de la guerra. Durant la guerra, havia de sotmetre's als militars. Aquesta visió es va convertir en una tradició a l'estat major després de la caiguda de Bismarck (1890) i, posteriorment, fins a la Primera Guerra Mundial, de manera que la política de la fase final de la crisi de juliol de 1914 va tenir poca influència, especialment l'1 d'agost de 1914, que tan decisiu va ser per a l'escalada de la guerra local cap a la guerra mundial. Per tant, la pròpia Primera Guerra Mundial estigué cada cop més determinada per consideracions militars de l’Estat Major.
Al Reichswehr alemany, sota la direcció del cap de gabinet Beck, es va recordar la primacia de la política i, quan Adolf Hitler va ascendir no només a cap d'estat polític, sinó també militar el 1934, aparentment els objectius polítics tornaven a representar les directrius dels objectius militars, però atès que "política" volia dir els objectius personals de Hitler, es distanciava molt del concepte propugnat per Clausewitz. Aquí, i no en una comprensió política de l'estadista, es va establir la ruptura de Hitler amb el seu company putschista de 1923 Erich Ludendorff, que havia declarat el 1936, un any abans de la seva mort: “Totes les teories de Clausewitz s'haurien de llençar per la borda. Per això, la política ha d'estar al servei de la guerra".
Al Regne Unit, la influència de Clausewitz en l'estratègia alemanya només es va sospitar durant la Primera Guerra Mundial, mentre que la recepció a França ja havia començat uns anys abans. Als Estats Units, l'efecte de Clausewitz només es va reconèixer poc abans de la Segona Guerra Mundial.

### Teoria política
A la dècada del 1850, després de la fallida revolució del 1848, Friedrich Engels va tractar les teories de Clausewitz per enriquir els enfocaments revolucionaris històrico-materialistes amb un component militar pràctic. Engels i Marx li van treure, entre altres coses, les seves opinions sobre l'atac i la defensa, així com sobre la guerra partisana. En els seus extensos comentaris sobre la Guerra d'Itàlia (1859) i la Guerra Civil dels Estats Units (1861–1865) van demostrar la seva estreta relació amb Prússia en matèria de punts de vista polítics i estratègics. Sobretot, l’abundància de cites de Clausewitz que es poden trobar a les seves cartes parla d’un estudi en profunditat.
Vladímir Lenin, en canvi, va preparar un extracte de l'obra Vom Kriege durant el seu exili suís per preparar-se per a la Revolució Russa. El principal interès de Lenin era la relació entre guerra i política, atac i defensa i moral. Com a secció més important, ell mateix va descriure la part en què Clausewitz es referia explícitament a la subordinació de la guerra a la política.
Donat que Lenin era un admirador de Clausewitz i el va anomenar "un dels grans escriptors militars", la seva influència sobre l'Exèrcit Roig va ser immensa. L'historiador rus A.N. Mertsalov va comentar que "era una ironia del destí que la visió a l'URSS fos que era Lenin ser qui va donar forma a l'actitud cap a Clausewitz i que el dictamen de Lenin segons el qual la guerra és una continuació de la política es pren de l'obra d'aquest [suposadament] anti-humanista i antirevolucionari".
Stalin considerava Clausewitz un "representant obsolet del període fabril de la guerra":
| «               | ... Però ara tenim el període màquina de la guerra. No hi ha dubte que el període de la màquina requereix nous ideòlegs militars. Ara és ridícul prendre lliçons de Clausewitz. | » |
| — Ióssif Stalin | |   |

### Ciència política I ciència militar
A causa de la subordinació incondicional de les operacions militars als objectius polítics i a la preferència per la guerra ràpida de maniobres, els paradigmes de Clausewitz dominen l'escola de pensament d'estudis estratègics en investigació de conflictes en anglès (seguretat internacional), una branca de les relacions internacionals. Allà, principalment són defensats i desenvolupats per Colin S. Gray, Beatrice Heuser i Peter Paret, mentre que Michael Howard, John Keegan i Martin van Creveld qüestionen la seva validesa en l'era de les armes nuclears i la guerra cada vegada més poc convencional.
Els partidaris de Clausewitz solen estar d'acord en la incompletesa de les seves tesis. Colin S. Gray inclou una manca d’apreciació dels efectes de les causes i circumstàncies polítiques de la guerra sobre la planificació de la guerra i la batalla, la negligència de les consideracions ètiques en la guerra i el potencial inexplotat d’aquests paradigmes per a l'estratègia naval.L'estrateg naval britànic Julian Corbett també trobava que Clausewitz "desconeixia el significat complet de la seva brillant teoria [de la guerra absoluta i real]". Tanmateix, Gray rebutja les crítiques de Michael Howard a Clausewitz a la seva History of Warfare com a demonització.
Malgrat la controvèrsia, l'obra principal de Clausewitz, Vom Kriege s'ha convertit en un dels llibres més àmpliament distribuïts arreu del món, i el seu contingut encara s'ensenya a moltes escoles militars fins als nostres dies.
A Alemanya, la Clausewitz-Gesellschaft intenta aprofitar les idees de Carl von Clausewitz per al present i per a preservar el seu llegat.

### Gestió i empresa
Clausewitz també ha estat tractat en àrees no militars. Les seves teories també formen part del pla d’estudis d'administració d’empreses de la Universitat Harvard i de diverses altres escoles de gestió. El Boston Consulting Group també va publicar un llibre sobre aquest tema.

## Obres
- Bemerkungen über die reine und angewandte Strategie des Herrn von Bülow oder Kritik der darin enthaltenen Ansichten. Article anònim a la revista Neue Bellona. 1805.
- Strategie. 1804–1809. Aquest manuscrit només es va descobrir a la dècada de 1930 i es va publicar a:: Eberhard Kessel (ed.): Carl von Clausewitz – Strategie aus dem Jahr 1804, mit Zusätzen von 1808 und 1809. Hamburg 1937.
- Historische Briefe über die großen Kriegsereignisse im Oktober 1806. 1807/08. reimprès en fragments a: Gerhard Förster (Ed.): Carl von Clausewitz – Ausgewählte militärische Schriften. Berlín 1981, pàg. 46–75.
- Bekenntnisschrift von 1812. 1812, reimprès en fragments a: Gerhard Förster (Ed.): Carl von Clausewitz. Ausgewählte militärische Schriften. Berlín 1981, pàg. 140–215.
- Nachrichten über Preußen in seiner größten Katastrophe. 1823/24. in Auszügen abgedruckt in: Gerhard Förster (Hrsg.): Carl von Clausewitz. Ausgewählte militärische Schriften. Berlin 1981, S. 76–124.
- Vom Kriege. Obra inacabada de general Carl von Clausewitz, vol. 1–3, Ferdinand Dümmler, Berlín 1832–1834 (editada per Marie von Clausewitz), en línia aquí.
- Der Feldzug von 1796 in Italien. Obra inacabada del general Carl von Clausewitz, vol. 4, Ferdinand Dümmler, Berlín 1833 (edició de Marie von Clausewitz).
- Die Feldzüge von 1799 in Italien und der Schweiz. Obra inacabada del general Carl von Clausewitz, vols. 5–6, Ferdinand Dümmler, Berlín 1833–1834 (edició de Marie von Clausewitz). Digitalitzat
- Der Feldzug von 1812 in Russland, der Feldzug von 1813 bis zum Waffenstillstand und der Feldzug von 1814 in Frankreich. Obra inacabada de general Carl von Clausewitz, vol. 7, Ferdinand Dümmler, Berlín 1835 (edició de Marie von Clausewitz).. Digitalitzat
- Der Feldzug von 1813 bis zum Waffenstillstand. Digitalitzat
- Der Feldzug von 1815 in Frankreich. Obra inacabada del general Carl von Clausewitz, vol. 8, Ferdinand Dümmler, Berlín 1835 (edició de Marie von Clausewitz). Digitalitzat
- Strategische Beleuchtung mehrerer Feldzüge von Gustav Adolph, Turenne, Luxemburg und andere historische Materialien zur Strategie. Obra inacabada del general Carl von Clausewitz, vol. 5–6, Ferdinand Dümmler, Berlín 1833–1834 (editada per Marie von Clausewitz).Digitalitzat
- Strategische Beleuchtung mehrerer Feldzüge von Sobiesky, Münich, Friedrich dem Großen und dem Herzog Carl Wilhelm Ferdinand von Braunschweig und andere historische Materialien zur Strategie. Obra inacabada de general Carl von Clausewitz, vol. 10, Ferdinand Dümmler, Berlín 1837 (editada per Marie von Clausewitz). Digitalitzat
- Strategie aus dem Jahre 1804, mit Zusätzen von 1808 und 1809. [Transcripció de l’alumne von Scharnhorst, de 24 anys], editada per E. Kessel. Hamburg, Hanseat. Verlags-Anstalt, 1937.
- Ausgewählte Briefe. a Marie von Clausewitz i a Gneisenau, Verlag der Nation, Berlín, 1953
- Werner Hahlweg: Schriften, Aufsätze, Studien, Briefe. Dokumente aus dem Clausewitz-, Scharnhorst- und Gneisenau-Nachlass sowie aus öffentlichen und privaten Sammlungen. (= Deutsche Geschichtsquellen des 19. und 20. Jahrhunderts, Band 45). Amb un pròleg de Karl Dietrich Erdmann i ed. de l'Acadèmia de Ciències de Baviera. Volum 1, Vandenhoeck i Ruprecht, Göttingen, 1966.
- Werner Hahlweg (ed.): Vom Kriege. Hinterlassenes Werk des Generals Carl von Clausewitz. Vollständige Ausgabe im Urtext. 3 Teile in einem Band. Amb una altra valoració històrica-crítica ampliada de Werner Hahlweg. 19a edició (edició d'aniversari), Dümmler, Bonn 1991, ISBN 3-427-82019-X.
- Werner Hahlweg: Verstreute kleine Schriften. Festgabe des Militärgeschichtlichen Forschungsamtes zum 200. Geburtstag des Generalmajors Carl von Clausewitz. (= Bibliotheca rerum militarium, 45). Recopilat, editat i introduït per Werner Hahlweg, Biblio-Verlag, Osnabrück 1979, ISBN 3-7648-1091-2.